# Колганат Мурат
Мурат Колганат — казахский драматург, сценарист.

## Биография
Родился 1 октября 1987 года.
В 2009 году окончил Кокшетауский государственный университет им. Ш. Уалиханова по специальности «строитель»;
В 2011 году окончил Высший колледж культуры им. Акана серэ г. Кокшетау по мастеру Культурного деятеля РК Кудайбергена Насырова по специальности «Режиссер, руководитель театрального коллектива».
В 2015 году окончил Казахскую национальную академию искусств имени Т. К. Жургенова по направлению «Кинотеледраматургия» по мастеру писателя, драматурга Дулата Исабекова;
В 2017 году стал магистром «Кинотеледраматургии», факультет «Искусствоведение», Казахская национальная академия искусств имени Т. К. Жургенова.
С 2021 года  докторант 1-го курса факультета "Искусствоведение", Казахская национальная академия искусств имени Т. К. Жургенова.

## Участие в научных конференциях, проектах
- участие в программе академической мобильности, международные стажировки	Certificate: «Artistically pictorial dramaturgy» Akademie de France a Rome (2016)
- Сертификат (о повышении квалификации): «История зарубежного театра и режиссуры: европейский и восточный опыт» (2016)
- Certificate: of Professional Developmentin ArtStudies This certificate confirmsthat «Art and Architecture of Ancient Egypt» (2015);

## Награды
- Диплом: Победитель в номинации «Лучший драматург года» в независимом Республиканском литературном конкурсе «Алтын қалам 2015» (Казахстан 2015)[5][6][7][8][9];
- Благодарственное письмо: За проведение мастер класса по теме «Современная драматургия и мифологема» во второй международной театральной лаборатории «Дидар» (Казахстан 2016);
- III место в конкурсе «Тәуелсіздік толғауы» проведенный среди драматургов, город Шымкент (с пьесой «Пони»)
- Гран-при в Республиканском конкурсе «История народа — История земли» проведенный среди драматургов, город Талдыкорган (с пьесой «Орбулак»)
- Пьеса "Свидетель" получила название "Лучший дараматург года" VI литературного конкурса "Алтын тобылғы", организованного Республиканским фондом Нурсултана Назарбаева (2020).
- "Лучший драматург года" профессиональной премии Союза театральных деятелей Казахстана "Енликгуль" - 2022.
- Победитель в номинации "Драматург года" (2022) по решению ассоциации театральных критиков.

## Творческие работы
- Короткометражный фильм «Аялдама»[10], снятый киностудией «Казахфильм» совместно с ТОО «Дебют». Сценарист: Д. Кулмаков, К. Мурат (2015)
- Театрализованная постановка по пьесе «Обманчивая надежда» в молодежном театре в городе Аркалык;
- Театрализованная постановка по пьесе «Обманчивая надежда» в городе Кокшетау в драма театре имени Шахмета Кусайнова;
- Театрализованная постановка по пьесе «Трудная дорога к счастью» в городе Алматы в театре имени Мухтара Ауэзова.
- Театрализованная постановка по монопьесе «Кукла» в городе Алматы в театре «Дат!».
- Театрализованная постановка по пьесе «Битва на Орбулаке» в городе Талдыкорган Казахский драматический театр им. Б.Римовой.
- Театрализованная постановка по пьесе «Кукла " в Восточно-Казахстанском областном молодежном театре.
- Этно-композиционное представление «Обычай " для детей в Алатауском театре традиционного искусства.
- Театральная постановка повести Т. Абдик «Правая рука» (автор сценической версии) в Казахском национальном драматическом театре имени Мухтара Ауэзова.
- Театральная постановка по пьесе "Учитель"  в театре юного зрителя имени Габита Мусрепова.
- Театральная постановка по пьесе «Вероломство» в театре «Жастар" г. Нур-Султан.
- Театральная постановка по пьесе "Школа" в театре "Городского театра кукол и юношества" г. Шымкент.
- Театральная постановка по пьесе "Письмо в будущее" в Актюбинском областном театре драмы имени Т.Ахтанова.
- Театральная постановка по пьесе "Куклы" в областном академическом драматическом театре им. М.Утемисова.
- Театральная постановка по пьесе "Учитель" в Жамбылском областном казахском драматическом театре им. А.Токпанова.
- Театральная постановка по пьесе "Любовь есть?" Музыкального театра юного зрителя акимата города Нур-Султан.
- Театральная постановка по пьесе "Пони" в Гусарском государственном лезгинском драматическом театре, Азербайджан.

## Пьесы
- «Шырмаудағы ғұмыр»
- «Қуыршақ»
- «Шырғалаң»
- «Алдамшы үміт»
- «Түнек»
- «Пони»
- «Саусақ»
- «Бақыт кілті»[11][12][13]
- «Егіздер»
- «Орбұлақ»[14][15]
- «Мен — Таспын»[16][17]
- «Мөде қаған»
- "Мұғалім"
- "Куәгер"
- "Қуыршақтар"
- "Махаббат бар ма?"

## Участие в театральных проектах
- Как драматург принимал участие в III Молодежном театральном форуме стран Содружества, Балтии и Грузии (Ереван, Армения).
- В качестве драматурга принимал участие в лаборатории Фестиваля современной драматургии Драма. KZ возникшей в 2017 году в форме лаборатории по инициативе:
  - драматурга Олжаса Жанайдарова и директора Театра BT Айгуль Султанбековой.
  - Как драматург принимал участие в  VIII Международной драматургической лаборатории ЦБД ( Минск, Беларусь).
  - Как драматург принимал участие в IV Молодежном театральном форуме стран Содружества, Балтии и Грузии (Ташкент, Узбекистан).

## Публикации
- Пьеса «Алдамшы үміт» в Республиканском журнале «Театр кз», издание № 8, август (2015 год)
- Пьеса «Түнек» в Республиканском журнале «Театр кз», издание № 11, ноябрь (2015 год)
- Пьеса «Түнек» в сборник в III Молодежном театральном форуме стран Содружества, Балтии и Грузии
- Пьеса «Пони» (переведен на азербайджанский язык)